# Szczeliniak biegaczowaty
Artykuł ten został zgłoszony do umieszczenia na stronie głównej w rubryce „Czy wiesz”.
Pomóż nam go sprawdzić: oceń zgłoszoną nominację.
Szczeliniak biegaczowaty (Nalassus dermestoides) – gatunek chrząszcza z rodziny czarnuchowatych i podrodziny Tenebrioninae. Zamieszkuje Europę.

## Taksonomia
Gatunek ten opisany został po raz pierwszy w 1794 roku przez Georga W.F. Panzera pod nazwą Helops quisquilius, jednak okazała się ona młodszym homonimem. W związku z tym za ważny uznaje się epitet gatunkowy nadany przez Johanna K.W. Illigera w 1798 roku w kombinacji Helops dermestoides. 

## Morfologia
Chrząszcz o krótko-owalnym, mocno sklepionym ciele długości od 7 do 12 mm. Ubarwienie jest czarne, kasztanowe, brązowe lub rude, mniej lub bardziej lśniące.
Głowa jest gęsto i regularnie punktowana oraz drobno mikroziarenkowana. Duże, poprzeczne oczy są na przedzie lekko wykrojone. Człony w środkowym odcinku czułków są tak szerokie jak trzy ostatnie.
Przedplecze jest znacznie szersze niż dłuższe, najszersze pośrodku, po bokach zaokrąglone, o cienko, listewkowato obrzeżonych i niewykrojonych przed niewystającymi kątami tylnymi krawędziach bocznych. Powierzchnia przedplecza jest słabiej lśniąca niż u siostrzanego szczeliniaka lśniącego, wyraźniej i gęściej mikroziarenkowana (szagrynowana) zwłaszcza po bokach, dość gęsto i regularnie punktowana. Brak na przedpleczu wcisków po bokach linii środkowej. Tarczka jest krótka. Pokrywy są zaokrąglone, najszersze mniej więcej pośrodku, słabiej niż u szczeliniaka lśniącego wypukłe, o krawędziach w części barkowej wąskich, lekko spłaszczonych i niewyciągniętych w wystające kąty barkowe. W dobrze zarysowanych rzędach leżą niewielkie punkty nieco zachodzące na brzegi międzyrzędów. Międzyrzędy bywają od płaskich po sklepione. Skrzydła tylnej pary obecne są w formie szczątkowej. W przeciwieństwie do szczeliniaka lśniącego u samca stopy przedniej i środkowej pary nie są rozszerzone; u obu płci wszystkie stopy budują wąskie, walcowate, porośnięte krótkimi, żółtawymi szczecinkami człony. 

## Ekologia i występowanie
Owad rozmieszczony od nizin po niższe położenia w górach, preferujący suche stanowiska. Gatunek saproksyliczny, związany z sosnami, a rzadziej drzewami liściastymi. Bytuje w murszejącym drewnie, próchnowiskach, spróchniałych pieńkach, pod odstającą korą, na suchych gałęziach, pod porastającymi podstawy drzew płatami mchów, na kwiatostanach sosen, a czasem też na krzewach. Postacie dorosłe aktywne są wieczorami.
Gatunek palearktyczny, europejski, znany z Niemiec, Szwajcarii, Austrii, Włoch, Szwecji, Estonii, Łotwy, Litwy, Polski, Czech, Słowacji, Węgier, Białorusi, Ukrainy, Mołdawii, Rumunii, Bułgarii, Chorwacji, Bośni i Hercegowiny, Serbii, Czarnogóry, Albanii oraz europejskiej części Rosji. Na zachód dociera do Łaby i Bawarii. Jest wikariantem bliźniaczego, mającego bardziej zachodni zasięg szczeliniaka lśniącego. W Polsce nie jest owadem rzadkim, ale obserwowany jest sporadycznie.